# Победнице европских првенстава у атлетици у дворани — 4x400 метара штафета
Освајачице медаља на европским првенствима у атлетици у дворани у дисциплини трчања штафета 4х400 метара, која је у програму од 30. Европског првенства у дворани одржаном 2000. у Генту, приказане су у последњој табели. Постигнути резултати су приказни у минутима.
Пре него што је трка штафета 4х400 метара званично уведена у програм Европских првенстава у дворани атлетичарке су се такмичиле у следећим штафетним тркама:
- 4 х један круг, од ЕП 1966 до ЕП 1973
- 4 х два круга, од ЕП 1971 до ЕП 1975
- 1+ 2 + 3 + 4 круга, од ЕП 1967 до ЕП 1970

На првим Европским првенствима у дворани (тада званим: Европске игре у дворани) није била утврђена стандардна дужина круга. Штафете су трчале договорени број кругова, па се тако рекорди Европских првенстава и биланс медаља не воде због нестандардизованих дужина кругова.

## Освајачице медаља у штафети 4 х један круг
| ЕП                                    |                   | Резултат |                 | Резултат |                 | Резултат |
| Дортмунд 1966 (4 Х 160 метара)        | Западна Немачка   | 1:18,4   | Југославија     | 1:21,7   | Чехословачка    | 1:22,3   |
| Праг 1967 (4 Х 150 метара)            | Совјетски Савез   | 1:12,4   | Чехословачка    | 1:14,0   | Источна Немачка | 1:14,1   |
| Мадрид 1968 (4 Х 182 метра)           | Западна Немачка   | 1:28,8   | [ 1 ]           |          |                 |          |
| Београд 1969 (4 Х 195 метара)         | Француска         | 1:34,3   | Совјетски Савез | 1:34,6   | Југославија     | 1:36,9   |
| Беч 1970 (4 Х 200 метара) детаљи      | Совјетски Савез   | 1:35,7   | Западна Немачка | 1:37,6   | Аустрија        | 1:40,8   |
| Софија 1971 (4 Х 200 метара) детаљи   | Совјетски Савез   | 1:37,1   | Западна Немачка | 1:38,0   | Бугарска        | 1:39,7   |
| Гренобл 1972 (4 Х 180 метара) детаљи  | Западна Немачка · | 1:24,1   | Француска       | 1:27,6   | Аустрија        | 1:29,5   |
| Ротердам 1973 (4 Х 170 метара) детаљи | Западна Немачка   | 1:21,15  | Аустрија        | 1:23,33  |                 |          |

## Освајачице медаља у штафети 4 х два круга
| ЕП                                    |                   | Резултат |                 | Резултат |           | Резултат |
| Софија 1971 (4 Х 400 метара) детаљи   | Совјетски Савез   | 3:36,6   | Западна Немачка | 3:39,6   | Бугарска  | 3:47,8   |
| Гренобл 1972 (4 Х 360 метара) детаљи  | Западна Немачка · | 3:10,4   | Совјетски Савез | 3:11,2   | Француска | 3:11,3   |
| Ротердам 1973 (4 Х 340 метара) детаљи | Западна Немачка   | 3:10,85  | Аустрија        | 3:11,20  | Пољска    | 3:11,65  |
| Гетеборг 1974 (4 Х 392 метра) детаљи  | Шведска           | 3:38,15  | Бугарска        | 3:39,21  |           |          |
| Катовице 1975 (4 Х 320 метара)        | Совјетски Савез   | 2:46,1   | Западна Немачка | 2:47,3   | Пољска    | 2:49,6   |

## Освајачице медаља у штафети 1 + 2 + 3 + 4 круга
| ЕП                                             |                 | Резултат |                 | Резултат |                 | Резултат |
| Праг 1967 (150 + 300 + 450 + 600 метара)       | Совјетски Савез | 3:35,6   | Југославија     | 3:37,5   | [ 2 ]           |          |
| Мадрид 1968 (182 + 364 + 546 + 728 метара)     | Совјетски Савез | 4:28,4   | Чехословачка    | 4:39,0   |                 |          |
| Београд 1969 (195 + 390 + 585 + 780 метара)    | Совјетски Савез | 4:52,4   | Пољска          | 4:53,2   | Југославија     | 5:05,9   |
| Беч 1970 (200 + 400 + 600 + 800 метара) детаљи | Француска       | 4:58,4   | Западна Немачка | 5:01,1   | Совјетски Савез | 5:02,2   |

## Освајачице медаља на европским првенствима у дворани 4 х 400 метара
Од 2000. године уведена је штафета 4 х 400 метара у званични део такмичарског програма. Четири атлетичарке из сваке репрезентације трче свака по два круга од по 200 метара. С обзиром да се од 2000. године трчи на стандардизованим и сертификованим стазама на Европским првенствима у дворани, званична статистика бележи рекорде европских првенстава и биланс медаља. Рекорд европских првенстава у дворани држи штафета Холандије у саставу Лике Клавер, Нина Франке, Катхелијн Питерс и Фемке Бол. Оне су на Европском првенству у дворани у Апелдорну 2025. истрчале 3:24,34 (три минута, 24 секунди, 34 стотинки). Русија је најуспешнија штафета у историји Европских првенстава у дворани са 4 освојене златне медаље и две сребрне.
| ЕП                   |                      | Резултат    |                      | Резултат |                      | Резултат |
| Гент 2000            | Русија               | 3:32,53 РЕП | Италија              | 3:35,01  | Румунија             | 3:36,28  |
| Беч 2002             | Белорусија           | 3:32,24 РЕП | Пољска               | 3:32,45  | Италија              | 3:36,49  |
| Мадрид 2005 детаљи   | Русија               | 3:28,90 РЕП | Пољска               | 3:29,37  | Уједињено Краљевство | 3:29,81  |
| Бирмингем 2007       | Белорусија           | 3:27,83 РЕП | Русија               | 3:28,16  | Уједињено Краљевство | 3:28,69  |
| Торино 2009 детаљи   | Русија               | 3:29,12     | Уједињено Краљевство | 3:30,42  | Белорусија           | 3:35,03  |
| Париз 2011 детаљи    | Русија               | 3:29,34     | Уједињено Краљевство | 3:31,36  | Француска            | 3:32,16  |
| Гетеборг 2013 детаљи | Уједињено Краљевство | 3:27,56 РЕП | Русија               | 3:28,18  | Чешка                | 3:28,49  |
| Праг 2015 детаљи     | Француска            | 3:31,61     | Уједињено Краљевство | 3:31,79  | Пољска               | 3:31,90  |
| Београд 2017 детаљи  | Пољска               | 3:29,94     | Уједињено Краљевство | 3:31,05  | Украјина             | 3:32,10  |
| Глазгов 2019 детаљи  | Пољска               | 3:28,77     | Уједињено Краљевство | 3:29,55  | Италија              | 3:31,90  |
| Торуњ 2021 детаљи    | Холандија            | 3:27,15 РЕП | Уједињено Краљевство | 3:28,20  | Пољска               | 3:29,94  |
| Истанбул 2023 детаљи | Холандија            | 3:25,66 РЕП | Италија              | 3:28,61  | Пољска               | 3:29,31  |
| Апелдорн 2025 детаљи | Холандија            | 3:24,34 РЕП | Уједињено Краљевство | 3:24,89  | Чешка                | 3:25,31  |
| Валенсија 2027       |                      |             |                      |          |                      |          |

## Биланс медаља у штафети 4 х 400 метара
Стање после ЕП 2025.
| Ранг | Држава               |    |    |    |    |
| ---- | -------------------- | -- | -- | -- | -- |
| 1.   | Русија               | 4  | 2  | 0  | 6  |
| 2.   | Холандија            | 3  | 0  | 0  | 3  |
| 3.   | Пољска               | 2  | 2  | 3  | 7  |
| 4.   | Белорусија           | 2  | 0  | 1  | 3  |
| 5.   | Уједињено Краљевство | 1  | 7  | 2  | 10 |
| 6.   | Француска            | 1  | 0  | 1  | 2  |
| 7.   | Италија              | 0  | 2  | 2  | 4  |
| 8.   | Чешка                | 0  | 0  | 2  | 2  |
| 9.   | Румунија             | 0  | 0  | 1  | 1  |
| 9.   | Украјина             | 0  | 0  | 1  | 1  |
|      | Укупно (10)          | 13 | 13 | 13 | 39 |